# Māra (mytologie)

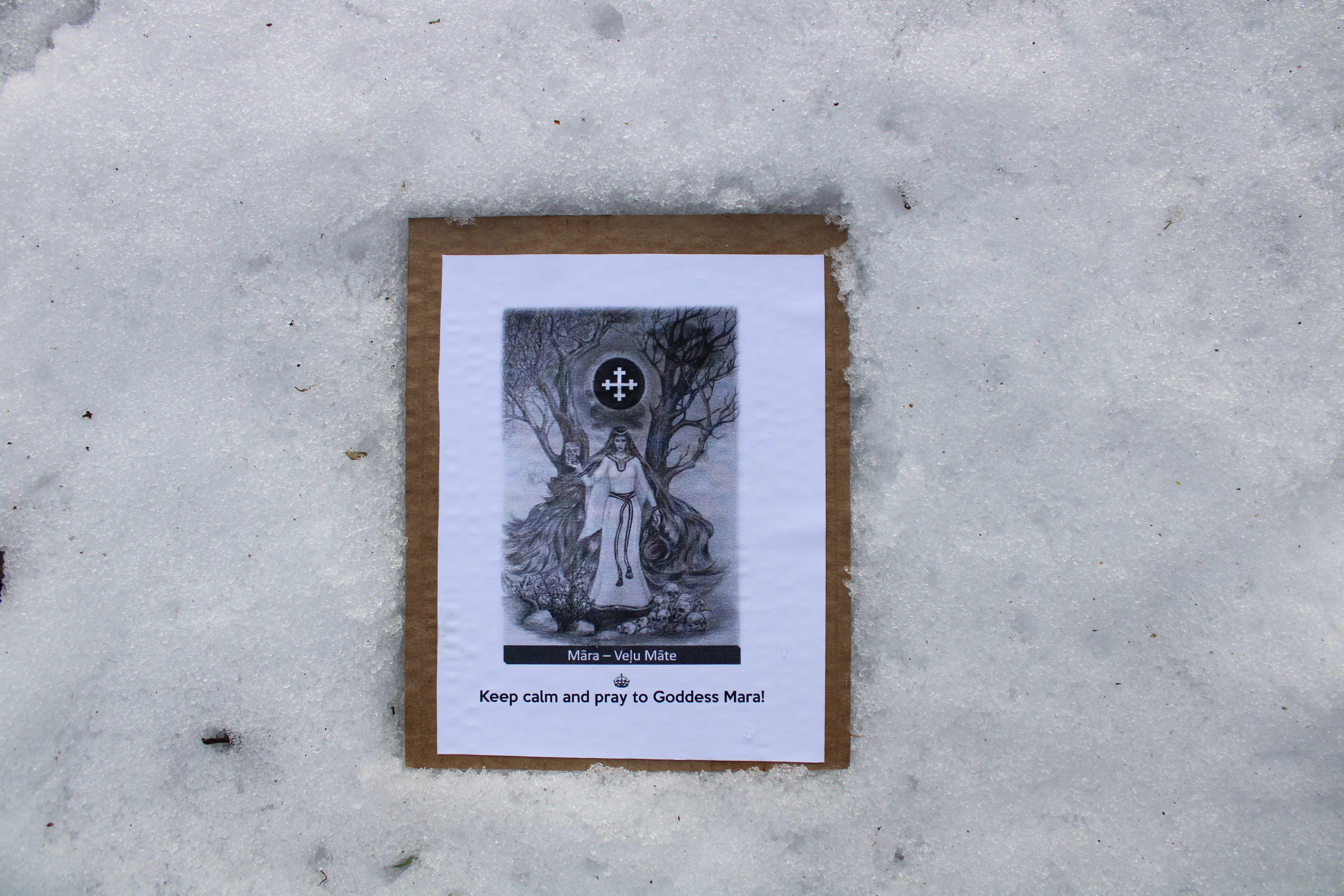
Māra na grafice Dievturīby, lotyšského novopohanství

Māra je lotyšská bohyně, společně s hromovládcem Pērkonsem a s bohyní Laimou patří k nejčastějším folklórním postavám. Není jasné, zda se skutečně jedná o předkřesťanskou postavu či o lidovou podobu Panny Marie, která částečně nahradila Laimu. Obě bohyně jsou spojovány s porodem – děti mají přicházet na svět „skrze brány Māry”, ale zatímco Laimě měly být obětovány bílé slepice, tak Māře černé, což snad naznačuje nebeský charakter první a podsvětní druhé.
Odvození této postavy a jejího jména od křesťanské Panny Marie považuje za nepravděpodobné lingvista Didier Calin. Jméno Māra spojuje praindoevropským *māter „matka“ a příponou -ra, objevující se v litevském aušrà nebo védském usrā́, oboje ve významu „úsvit“, a považuje tak za možné původní jméno *mā(tēr) (áus)rā „matka úsvit“ a srovnává ji tak s římskou Mater Matutou, jejíž jméno znamená totéž. Připomíná také jméno Māršaviņa, které se objevuje ve formuli govu Māršaviņa „Máršavina krav“. Spojuje ho s výrazem mārša „švagrová“ a chápe ho jako zdrobnělinu jména Māra. Sama Māra je pak spojována s kravami, otevírá blíže nespecifikované brány a je oděna ve zlaté. Z těchto důvodu ji Calin považuje za dědičku indoevropské bohyně úsvitu.